# 薩斯喀徹溫省人口普查區
萨斯喀彻温省人口普查区划分为18个。2008年，萨斯喀彻温省共辖有13个市，147个镇，270个村，40个度假村，171个村镇。

## 人口普查区
- 薩斯喀徹溫省第1普查區
- 萨斯喀彻温省第2区
- 萨斯喀彻温省第3区
- 萨斯喀彻温省第4区
- 萨斯喀彻温省第5区
- 萨斯喀彻温省第6区
- 萨斯喀彻温省第7区
- 萨斯喀彻温省第8区
- 萨斯喀彻温省第9区
- 萨斯喀彻温省第10区
- 萨斯喀彻温省第11区
- 萨斯喀彻温省第12区
- 萨斯喀彻温省第13区
- 萨斯喀彻温省第14区
- 萨斯喀彻温省第15区
- 萨斯喀彻温省第16区
- 萨斯喀彻温省第17区
- 萨斯喀彻温省第18区